# کوریجا، نیو ساوت ولز
کوریجا (به انگلیسی: Couridjah) یک شهرک در استرالیا است که در نیو ساوت ولز واقع شده‌است.